# Plaisance-du-Touch

Plaisance-du-Touch este o comună în departamentul Haute-Garonne din sudul Franței. În 2009 avea o populație de 16.148 de locuitori.

## Evoluția populației
| An        | 1975  | 1982  | 1990   | 1999   | 2006   | 2009   |
| --------- | ----- | ----- | ------ | ------ | ------ | ------ |
| Populație | 4.560 | 5.753 | 10.075 | 14.164 | 15.265 | 16.148 |